# Enggården (Toftlund Sogn)
Enggården (autoriseret stednavn ) er en tidligere proprietærgård beliggende i Toftlund Sogn (Toftlund), Tønder Kommune 1/2 km øst for Stenderup ved vejen mod Ørderup. Gården har grundmurede bygninger, opført af røde sten i 1927 efter at den oprindelige gård nedbrændte.
Hovedbygningen, der er opført i klassicistisk stil, ligger mod syd til haven, har høj kælder, gennemgående frontispice og tegltag.
Gårdanlægget er tegnet og opført af den kendte arkitekt L.P. Aakjær i samarbejde med Peder Gram,  som begge var aktive i Bedre Byggeskik-bevægelsen. 
Jordtilliggendet, der oprindeligt var 114 hektar, er nu 2 hektar.

## Ejere
- ???? – 1755: Lauritz Nielsen Riis
- 1755 – 1786: Mads Andersen
- 1786 – 1816: Laurids Madsen
- 1816 – 1847: Mickel Riis
- 1847 – 1894: Lorenz Ries
- 1894 – 1907: Niels Petersen Ries
- 1907 – 1934: Peter Lauritz Rossen
- 1934 – 1971: Jørgen Ludvigsen
- 1971 – 1996: Christian Ludvigsen
- 1996 – 2007: Flemming Clausen og herefter flere ejere
- 2007 – 2018: Simon Mosekjær og Michael Mosekjær Madsen
- 2018 -             Nina Blikshavn og Harald Gaukstad